# Campionato italiano di cricket
Il campionato italiano di cricket viene organizzato dalla Federazione cricket italiana.

## Storia
Nel 1893 fu fondato il Genoa Cricket and Football Club, squadra che vinse nel 1898 il primo scudetto nella storia calcistica italiana. Come il Genoa, anche il Milan e l'Internazionale Torino (in seguito assorbita dal Torino Calcio) iniziarono come associazioni di cricket, anche se nel giro di dieci anni finirono per dedicarsi esclusivamente all'emergente calcio.
Negli anni seguenti in Italia non si parlò più di cricket tranne che in contesti locali, principalmente iniziative di associazioni con stretti legami con l'Inghilterra. La pratica del cricket riprese gradualmente vigore all'inizio degli anni sessanta, con la costruzione di un campo nella Villa Doria-Pamphili a Roma, cui fece seguito la squadra, a Milano, del Milan Cricket Club (in cui si formò anche un capitano della nazionale inglese, Ted Dexter). Tuttavia, fu solo con l'istituzione della Federazione Cricket Italiana il 26 novembre 1980 che il gioco cominciò ad essere praticato in modo regolare e continuativo a livello nazionale. Nel 1978 fu creata la squadra Villa Doria-Pamphili Cricket Club, che successivamente cambiò nome in Roma Capannelle Cricket Club, società fondata da due dei più grandi giocatori italiani, Francis Alphonsus Jayarajah (il primo capitano della Nazionale Italiana) e Massimo Brian Da Costa.
Il primo campionato italiano fu organizzato nel 1983 e ha visto la vittoria della squadra Euratom Ispra. Nel corso degli anni si è vista l'affermazione di un'altra squadra: Il Pianoro. 
Attualmente il campionato prevede la partecipazione di sei squadre che si affrontano in un girone nazionale con incontri di andata e ritorno.
Nel 2020 a causa della pandemia di COVID-19 la Federazione decise di annullare il Campionato maschile di Serie A e i campionati interregionali maschili, e disputare solo la Coppa Italia maschile, il Campionato T20 e il Campionato femminile.

## Campionato Serie A
- 1983 -  Euratom Ispra (1)
- 1984 -  Euratom Ispra (2)
- 1985 -  Euratom Ispra (3)
- 1986 -  Euratom Ispra (4)
- 1987 -  SS Lazio (1)
- 1988 -  Capannelle Roma (1)
- 1989 -  SS Lazio (2)
- 1990 -  Capannelle Roma (2)
- 1991 -  Capannelle Roma (3)
- 1992 -  Cesena (1)
- 1993 -  Cesena (2)
- 1994 -  Pianoro (1)
- 1995 -  Cesena (3)

- 1996 -  Pianoro (2)
- 1997 -  Pianoro (3)
- 1998 -  Pianoro (4)
- 1999 -  Pianoro (5)
- 2000 -  Capannelle Roma (4)
- 2001 -  Pianoro (6)
- 2002 -  Pianoro (7)
- 2003 -  Pianoro (8)
- 2004 -  Pianoro (9)
- 2005 -  Gallicano (1)
- 2006 -  Pianoro (10)
- 2007 -  Pianoro (11)
- 2008 -  Pianoro (12)

- 2009 -  Pianoro (13)
- 2010 -  Pianoro (14)
- 2011 -  Trentino (1)
- 2012 -  Trentino (2)
- 2013 -  Capannelle Roma (5)
- 2014 -  Kingsgrove Milano (1)
- 2015 -  Kingsgrove Milano (2)
- 2016 -  Trentino (3)
- 2017 -  Kingsgrove Milano (3)
- 2018 -  Kingsgrove Milano (4)
- 2019 -  Pianoro (15)
- 2020 - N/D
- 2021 -  Jinnah Brescia (1)
- 2022 -  Roma (1)

### Classifica per squadra
| Squadra           | Titoli | Anni                                                                                     |
| ----------------- | ------ | ---------------------------------------------------------------------------------------- |
| Pianoro           | 15     | 1994, 1996, 1997, 1998, 1999, 2001, 2002, 2003, 2004, 2006, 2007, 2008, 2009, 2010, 2019 |
| Capannelle Roma   | 5      | 1988, 1990, 1991, 2000, 2013                                                             |
| Euratom Ispra     | 4      | 1983, 1984, 1985, 1986                                                                   |
| Kingsgrove Milano | 4      | 2014, 2015, 2017, 2018                                                                   |
| Cesena            | 3      | 1992, 1993, 1995                                                                         |
| Trentino          | 3      | 2011, 2012, 2016                                                                         |
| SS Lazio          | 2      | 1987, 1989                                                                               |
| Gallicano         | 1      | 2005                                                                                     |

## Campionato Serie B
- 1989 - S.S. Pro Patria
- 1990 - Bergamo Cricket Club
- 1991 - Bergamo Cricket Club
- 1992 - Como Cricket Club
- 1993 - Como Cricket Club
- 1994 - Como Cricket Club
- 1995 - Como Cricket Club
- 1996 - non disputato
- 1997 - non disputato
- 1998 - non disputato
- 1999 - non disputato
- 2000 - non disputato
- 2001 - non disputato
- 2002 - non disputato
- 2003 - Polisportiva Galatea
- 2004 - Kingsgrove Cricket Club
- 2005 - Latina Lanka Cricket Club
- 2006 - Latina Lanka Cricket Club
- 2007 - Latina Lanka Cricket Club
- 2008 - Kingsgrove Cricket Club
- 2009 - Latina Lanka Cricket Club
- 2010 - Lions Brescia Cricket Club
- 2011 - Latina Lanka Cricket Club
- 2012 - Roma Cricket Club
- 2013 - Lions Brescia Cricket Club
- 2014 - Roma Cricket Club
- 2015 - Lions Brescia Cricket Club
- dal 2016 confluito nel Campionato Interregionale.

## Campionato Serie C
- 2006 - Sporting Club Judicaria
- 2007 - Castle C.C.
- 2008 - Arezzo Cricket Club
- 2009 - Lions Brescia Cricket Club
- 2010 - Verona Cricket Club
- 2011 - Florence Sports Club
- 2012 - Roma Lions Cricket Club
- 2013 - Olgiata Cricket Club
- 2014 - Roma Cricket Club 2/XI
- 2015 - Bogliasco Cricket Club
- dal 2016 confluito nel Campionato Interregionale.

## Campionato Interregionale
- 2016 - Bogliasco Cricket Club
- 2017 - Roma Cricket Club

## Campionato Under 19
- 2005 - Capannelle Cricket Club
- 2006 - non disputato
- 2007 - Kingsgrove Cricket Club
- 2008 - Venezia Cricket Club
- 2009 - Kingsgrove Cricket Club
- 2010 - Trentino Cricket Club
- 2011 - Venezia Cricket Club
- 2012 - Kingsgrove Cricket Club
- 2013 - Lions Brescia Cricket Club
- 2014 - Lions Brescia Cricket Club
- 2015 - Pianoro
- 2016 - Bologna Cricket Club
- 2017 - Janjua Cricket Club
- 2018 - Pianoro

## Campionato Under 17
- 2004 - Capannelle Cricket Club
- 2005 - Gallicano Cricket Club
- 2006 - Pianoro Cricket Club
- 2007 - Euratom Cricket Club
- 2008 - P.G.S. Lux Cricket Club
- 2009 - Capannelle Cricket Club
- 2010 - Bologna Cricket Club
- 2011 - Kingsgrove Cricket Club
- 2012 - Venezia Cricket Club
- 2013 - Poggio San Marcello Cricket Club
- 2014 - Bologna Cricket Club
- 2015 - Genova 1893 Cricket Club
- 2016 - Bologna Cricket Club

## Campionato Under 15
- 1996 - Primavera Lazio Cricket
- 1997 - Primavera Lazio Cricket
- 1998 - Pianoro Cricket Club
- 1999 - Primavera Lazio Cricket
- 2000 - Bologna Cricket Club
- 2001 - Bologna Cricket Club
- 2002 - Capannelle Cricket Club
- 2003 - Capannelle Cricket Club
- 2004 - Gallicano Cricket Club
- 2005 - Trentino Cricket Club
- 2006 - Bologna Cricket Club
- 2007 - Bologna Cricket Club
- 2008 - Capannelle Cricket Club
- 2009 - Pianoro Cricket Club
- 2010 - Venezia Cricket Club
- 2011 - Venezia Cricket Club
- 2012 - Venezia Cricket Club
- 2013 - Venezia Cricket Club
- 2014 - Trentino Cricket Club
- 2015 - Kingsgrove Cricket Club
- 2016 - Janjua Brescia Cricket Club
- 2018 - Capannelle Cricket Club

## Campionato Under 13
- 1999 - Capannelle Cricket Club
- 2000 - S.S. Lazio Cricket
- 2001 - Capannelle Cricket Club
- 2002 - Euratom Cricket Club
- 2003 - Euratom Cricket Club
- 2004 - Euratom Cricket Club
- 2005 - Capannelle Cricket Club
- 2006 - Bologna Cricket Club
- 2007 - Capannelle Cricket Club
- 2008 - Capannelle Cricket Club
- 2009 - Venezia Cricket Club
- 2010 - Venezia Cricket Club
- 2011 - Olgiata Cricket Club
- 2012 - Casteller Cricket Club
- 2013 - Bologna Cricket Club
- 2014 - Kingsgrove Cricket Club
- 2016 - Bologna Cricket Club
- 2017 - Capannelle Cricket Club
- 2018 - Capannelle Cricket Club

## Cricket femminile
A livello femminile fino ad oggi si sono disputati otto campionati nazionali. I primi due, nel 2001 (con 5 squadre partecipanti). Nel 2009 è stato disputato anche il primo campionato italiano femminile Under 13 che è stato vinto dal Casteller Cricket Club di Paese, in provincia di Treviso che successivamente si è sempre aggiudicato il titolo nei 3 anni seguenti (2010, 2011, 2012).

### Serie A
- 2001 - A. P Cirnechi
- 2002 - A.P. Cirnechi
- 2003/2008 NON DISPUTATO
- 2009 - Capannelle C.C.
- 2010 - Capannelle C.C.
- 2011 - Kingsgrove C.C.
- 2012 - Kingsgrove C.C.
- 2013 - Olimpia Postioma
- 2014 - Roma Cricket Club
- 2015 - Roma Cricket Club

### Serie B
- 2013 - Padova Cricket Club
- 2014 - Roma Capannelle Cricket Club